# Charles Nesbitt Wilson
Charles Nesbitt Wilson, kendt som Charlie Wilson (1. juni 1933 – 10. februar 2010), var en amerikansk demokratisk politiker og kongresmedlem gennem 23 år. Han var især kendt for at være bannerfører for at få kongressen til at godkende Operation Cyklon, en hemmelig CIA-operation under den afghansk-sovjetiske krig, der gik ud på at forsyne den afghanske mujahedin-bevægelse med militærudstyr.
Hans farverige karriere, især i forbindelse med Operation Cyklon, er efterfølgende filmatiseret i Charlie Wilson's War fra 2007 med Tom Hanks i rollen som Wilson.